# Troels Lyby

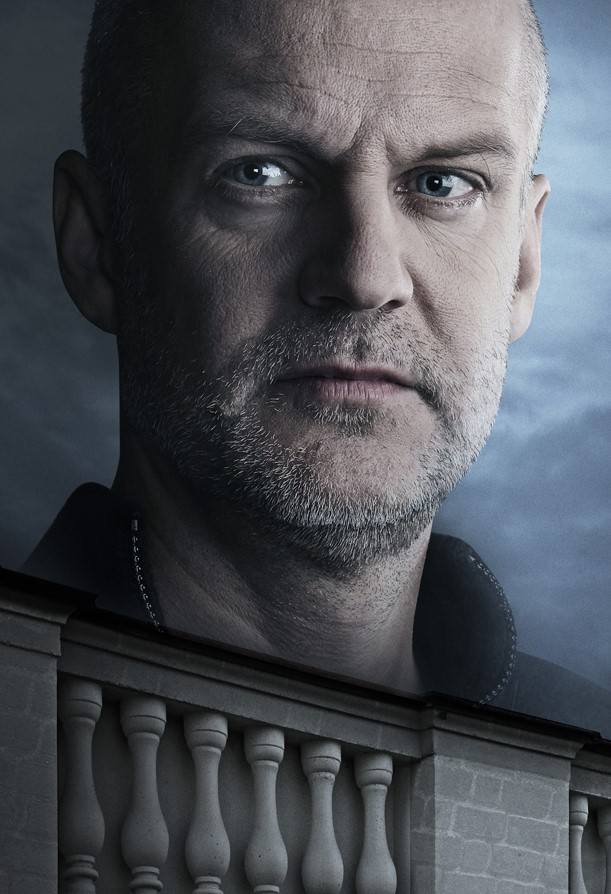
Troels Lyby (2015)

Troels Lyby (* 15. Oktober 1966 in Aarhus) ist ein dänischer Schauspieler.

## Leben und Karriere
Troels Lyby absolvierte von 1990 bis 1994 ein Studium in Schauspielkunst an der Schauspielschule des Odense Teater.
In Jonas Elmers mehrfach ausgezeichneten Filmdrama Let’s Get Lost (1997) wurde er für die Rolle des „Thomas“ besetzt. Im zweiten Dogma-Film Idioten (1998) spielte er die Rolle des „Henrik“. In der Komödie Shake It All About (2001) verkörperte er den „Jørgen“. Im Horror-Thriller What We Become (2015) agierte er als „Dino“.
Auch in Fernsehserien spielte Lyby mit, wie beispielsweise in Hvor svært kan det være, Forsvar oder Jul i Valhal.

## Filmografie (Auswahl)
- 1997: Let’s Get Lost
- 1998: Idioten (Idioterne)
- 2001: Den serbiske dansker (Fernsehfilm)
- 2001: Shake It All About (En kort en lang)
- 2002: Hvor svært kan det være (Fernsehserie, 10 Folgen)
- 2002: Okay
- 2003–2004: Forsvar (Fernsehserie, 3 Folgen)
- 2004: Tæl til 100
- 2004: Helligtrekongersaften (Fernsehfilm)
- 2005: Jul i Valhal (Fernsehserie, 24 Folgen)
- 2009: Storm – Sieger auf vier Pfoten (Storm)
- 2010: Blekingegade (TV-Miniserie, 5 Folgen)
- 2011: Klassefesten
- 2012: Julestjerner (Fernsehserie, 25 Folgen)
- 2013: Erbarmen (Kvinden i buret)
- 2014: Klassefesten 2: Begravelsen
- 2015: What We Become (Sorgenfri)
- 2016: Klassefesten 3: Dåben
- 2017: Tinkas Weihnachtsabenteuer (Tinkas juleeventyr, Fernsehserie)